# Buchaechum
Buchaechum ist ein traditioneller koreanischer Fächertanz.

## Darstellung
Der Bucheachum wird meistens von Tänzerinnen in traditioneller koreanischer Tracht dargestellt, deren bodenlange Röcke die Beinarbeit nicht erkennen lassen. Der leicht tippelnde Schritt der Tänzerinnen entrückt diese der Erdenschwere und es scheint, als ob sie über das Tanzparkett schweben würden. Durch den aufgeschlagenen Fächer wird die Armbewegung besonders betont. Dabei wird der Fächer auch benutzt, um das Gesicht, dessen Züge immer ein archaisches Lächeln zeigt, zu verbergen oder erscheinen zu lassen. Die Tanztruppe bildet beständig florale, wellenförmig gleitende Figuren. Dabei wird sehr viel Wert auf die Leichtigkeit der Bewegung gelegt; Symmetrie und Simultanität, wie dies bei anderen Formationstänzen wichtig ist, spielen eine untergeordnete Rolle.

## Geschichte
Der Tanz entspringt dem Schamanismus in Korea aus der Joseon-Dynastie. Der Fächer ist traditionell ein Requisit des Schamanen. Heute wird der Tanz allerdings durch professionelle Tänzerinnen im Rahmen der Brauchtumspflege bei Veranstaltungen und Tanzdarbietungen aufgeführt. 